# Solanka (województwo warmińsko-mazurskie)
Solanka (dawniej: niem. Salzbach) – wieś w Polsce, położona w województwie warmińsko-mazurskim, w powiecie kętrzyńskim, w gminie Srokowo.
W latach 1975–1998 miejscowość administracyjnie należała do województwa olsztyńskiego.
Wieś położona jest przy drodze wojewódzkiej nr 650.

## Integralne części wsi
| SIMC    | Nazwa   | Rodzaj     |
| ------- | ------- | ---------- |
| 0488651 | Młynowo | przysiółek |

## Historia
Wieś najprawdopdobniej założona została w pierwszych latach XV wieku przez komtura pokarmińskiego Markwarda von Salzbacha uwiecznionego na obrazie Jana Matejki Bitwa pod Grunwaldem. Niemiecka nazwa wsi przyjęta została od nazwiska tego komtura.
Na cieku wodnym położonym nieco na wschód od centrum wsi, łączącym jeziora Długie i Silec w XVIII w. funkcjonował młyn wodny.
Przed wojną światową w Solance była szkoła jednoklasowa w budynku wybudowanym około 1900 r. Po roku 1945 wybudowano tu nowy budynek szkolny. Po ostatniej reformie oświaty w Solance funkcjonuje szkoła sześcioklasowa.
W latach 1954–1957 Solanka była siedzibą gromady. Przewodniczącym GRN był Teofil Dach.
Przed likwidacją PGR Solanka jako Zakład Rolny wchodziła w skład PPGR Srokowo.
Solanka jest sołectwem z miejscowościami: Chojnica, Młynowo, Solanka i Szczeciniak.

## Majątek i dwór
Po sekularyzacji zakonu krzyżackiego majątek szlachecki. Właścicielami Solanki były m.in. rodziny: von Sttuerheim, von Wersnsdorf. W roku 1913 właścicielem majątku był Arthur Kroeck. Solanka w tym czasie miała powierzchnię ogólną 338 ha. W gospodarstwie było: 50 szt koni, 140 szt bydła, 50 szt owiec i 60 szt trzody.
Dwór w Solance w obecnej formie wybudowany został w pierwszej połowie XIX w. W jego murach zawarte są elementy z XV w. Dwór był przebudowywany wielokrotnie, przechodził dwa remonty w XX wieku (1911 i 1989). Dwór jest budowlą parterową, założoną na planie wydłużonego prostokąta, przykrytą wysokim dachem naczółkowym. W połciach dachowych lukarny powiekowe. Od strony niewielkiego parku taras ze schodami.

## Demografia
Liczba mieszkańców (Solanka, Chojnica i Młynowo): (rok 1785 – 20 domów), w roku 1817 – 250 osób (29 domów), w 1925 – 408 osób, 1939 – 321 osób, w 1970 (tylko Solanka) – 232 osoby.

## Ciekawostki
Jak podaje autor Kroniki mistrzów pruskich po bitwie grunwaldzkiej komtur Markward von Salzbach dostał się w ręce wielkiego księcia litewskiego Witolda. Książę polecił ściąć go. Miała to być zemsta za pohańbienie przez komtura matki Witolda księżnej Biruty.